# Шиканемо
Шиканемо (інші назви — ШиканемО, ШИКанемо і Шейканемо) — українське розважальне й ігрове шоу, яке виходило з 2006 по 2007 роки на телеканалі «Інтер», ведучий — Кузьма Скрябін.

## Історія
Шоу є розважальною телевікториною. За правилами ведучий Андрій Кузьменко пропонував учасникові 20 тисяч гривень. Половину грошей потрібно витратити за 200 хвилин: 5 тисяч на послуги і 5 тисяч на покупки.Услуга або покупка не повинна мати вартість більше 1000 гривень. Наприкінці кожного випуску підводять підсумки — скільки витрачено грошей. Якщо учасник вкладався у термін, він отримував решту 10 тисяч призових і всі покупки.
- Авторка сценарію — Ганна Шевченко
- Автор ідеї — Єгор Бенкендорф
- Ведучий — Кузьма Скрябін
- Режисер-постановник — Тарас Дудар
- Продюсери — Єгор Бенкендорф, Кузьма Скрябін, Ганна Безлюдна, Влад Ряшин і Юрій Будяк
- Керівниця проєкту — Лариса Журавська

## Спонсори
Ведучий в кожному випуску використовує авто з логотипом напою «Shake» (офіційним спонсором програми), яке в шоу називається «шейк-машина».

## Критика
У листі до видання «Телекритика» одна з глядачок шоу на ім'я Сніжана була обурена тим, що під час знімання випуску від 23 грудня 2007 року один з учасників-партнерів Кузьми Скрябіна чіплявся до дітей. Також, за словами Сніжани, під час конкурсу з чищення картоплі одна з дівчат випадково порізала собі руку, через що весь тротуар було залито кров'ю, але на цьому інциденті конкурс не зупинили.